# Distretto dei Monti Garo Sudoccidentali
Il distretto dei Monti Garo Sudoccidentali è un distretto dello stato del Meghalaya, in India. Il suo capoluogo è Ampati.